# Metlakatla (Alaska)
Metlakatla es un lugar designado por el censo ubicado en el Área censal de Príncipe de Gales–Hyder en el estado estadounidense de Alaska. En el Censo de 2010 tenía una población de 1405 habitantes y una densidad poblacional de 232,82 personas por km².

## Geografía
Metlakatla se encuentra en las coordenadas 55°7′5″N 131°34′7″O / 55.11806, -131.56861. Según la Oficina del Censo de los Estados Unidos, Metlakatla tiene una superficie total de 6.03 km², de la cual 5.98 km² corresponden a tierra firme y (0.86%) 0.05 km² es agua.

## Demografía
Según el censo de 2010, había 1405 personas residiendo en Metlakatla. La densidad de población era de 232,82 hab./km². De los 1405 habitantes, Metlakatla estaba compuesto por el 10.04% blancos, el 0.43% eran afroamericanos, el 82.7% eran amerindios, el 0.14% eran asiáticos, el 0.71% eran isleños del Pacífico, el 0.07% eran de otras razas y el 5.91% pertenecían a dos o más razas. Del total de la población el 1.85% eran hispanos o latinos de cualquier raza.

## Localidades adyacentes
El siguiente diagrama muestra a las localidades más próximas a Metlakatla.